# La Criée (Theater)
La Criée – Théâtre national de Marseille ist ein 1981 gegründetes Theater mit dem Status eines Centre dramatique national am Quai de Rive-Neuve Nr. 30 in Marseille (Frankreich). Es liegt direkt am Alten Hafen von Marseille.

## Geschichte

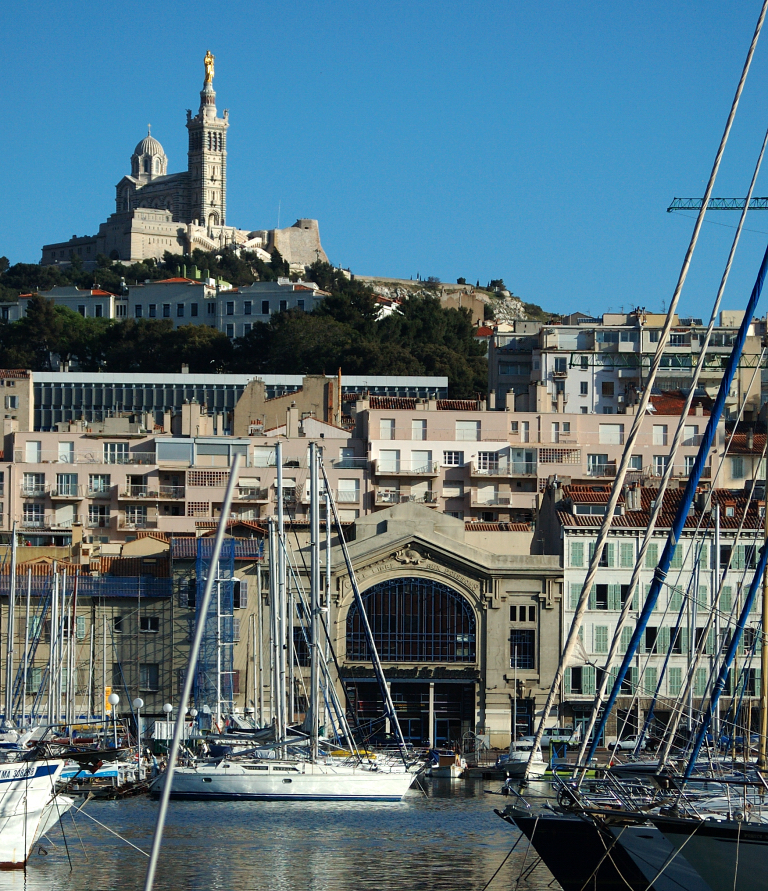
Die Criée zu Füßen der Basilika Notre-Dame-de-la-Garde von der gegenüberliegenden Seite des Hafenbeckens

Von 1909 bis 1976 war das Theater eine Fischmarkthalle, wo der Verkauf « à la criée », also durch Marktschreier, erfolgte. Nachdem der Verkauf in den Hafen von Saumaty im Estaque-Viertel verlegt worden war, erbte das Theater die alte Marktbezeichnung. Das Théâtre national de Marseille wurde 1981 in der ehemaligen Fischmarkthalle von Marcel Maréchal und François Bourgeat gegründet.
An der vom Beginn des 20. Jahrhunderts stammenden Fassade des Theaters, die als Monument historique klassifiziert ist, ist noch die Inschrift « Criée libre aux poissons » zu lesen. Das Gebäude beherbergt einen großen Theatersaal mit 800 Plätzen sowie einen variablen Saal mit 280 Plätzen. Er soll szenischen Studien dienen und ein möglichst unmittelbares Verhältnis zwischen Schauspielern und Zuschauern schaffen, indem auf den traditionellen Höhenunterschied zwischen Bühne und Zuschauerraum verzichtet wurde und weitere technische Hilfsmittel zur Verfügung stehen. Seit der Eröffnung wurden über 700 Stücke gespielt.
Rund 40 Personen sind an dem Theater ständig beschäftigt, hinzu kommen zahlreiche befristete Kräfte für die Aufführungen.
Mitte März 2021 wurde das Theater bei einer im gleichen Monat vom Pariser Odéon initiierten Aktion von Studierenden, Saisonkräften und technischem Personal besetzt. Dabei ging es um die Forderung der Wiedereröffnung von Kulturstätten nach deren Schließung im Oktober 2020 infolge der Corona-Pandemie. Die Besetzung endete im Juni 2021.

## Theaterdirektion
- 1981–1994: Marcel Maréchal
- 1995–2002: Gildas Bourdet
- 2002–2011: Jean-Louis Benoît
- 2011–2022: Macha Makeïeff[4]
- Seit dem 1. April 2022: Robin Renucci[1][11]